# Nissan Sentra
La Nissan Sentra è un'autovettura prodotta dalla casa automobilistica giapponese Nissan Motor a partire dal 1982.

## Contesto
Originariamente classificata come utilitaria, il modello dal 2000 è stato riclassificato come auto compatta. Fino al 2006, la Sentra era la versione d'esportazione della giapponese Nissan Sunny, ma dal 2013 è diventata la versione d'esportazione della Nissan Sylphy B17. In Messico, le prime tre generazioni della Sentra erano chiamate Nissan Tsuru ("gru" in giapponese) e venne venduta con quel nome fino al 2017, venendo poi aggiornata e denominata Sentra.
Nel mercato del Nord America, la vettura copre la fascia delle vetture compatta nel listino Nissan, nonostante dal 2007 sia stata classificata come auto di medie dimensioni dall'EPA. Mentre le precedenti generazioni erano classificate come utilitarie, negli anni le dimensioni delle successive generazioni sono aumentate andando a occupare un segmento di mercato superiore e venendo sostituita dalla Nissan Versa come vettura entry-level nella gamma del costruttore nipponico.
Il nome Sentra è stato ideato da Ira Bachrach di Namelab, che spiegò come "Nissan voleva che i consumatori capissero che (l'auto) era abbastanza sicura anche se era piccola. La parola Sentra suona come centrale e sentinella, il che evoca immagini di sicurezza".

## B11 (1982-1986)

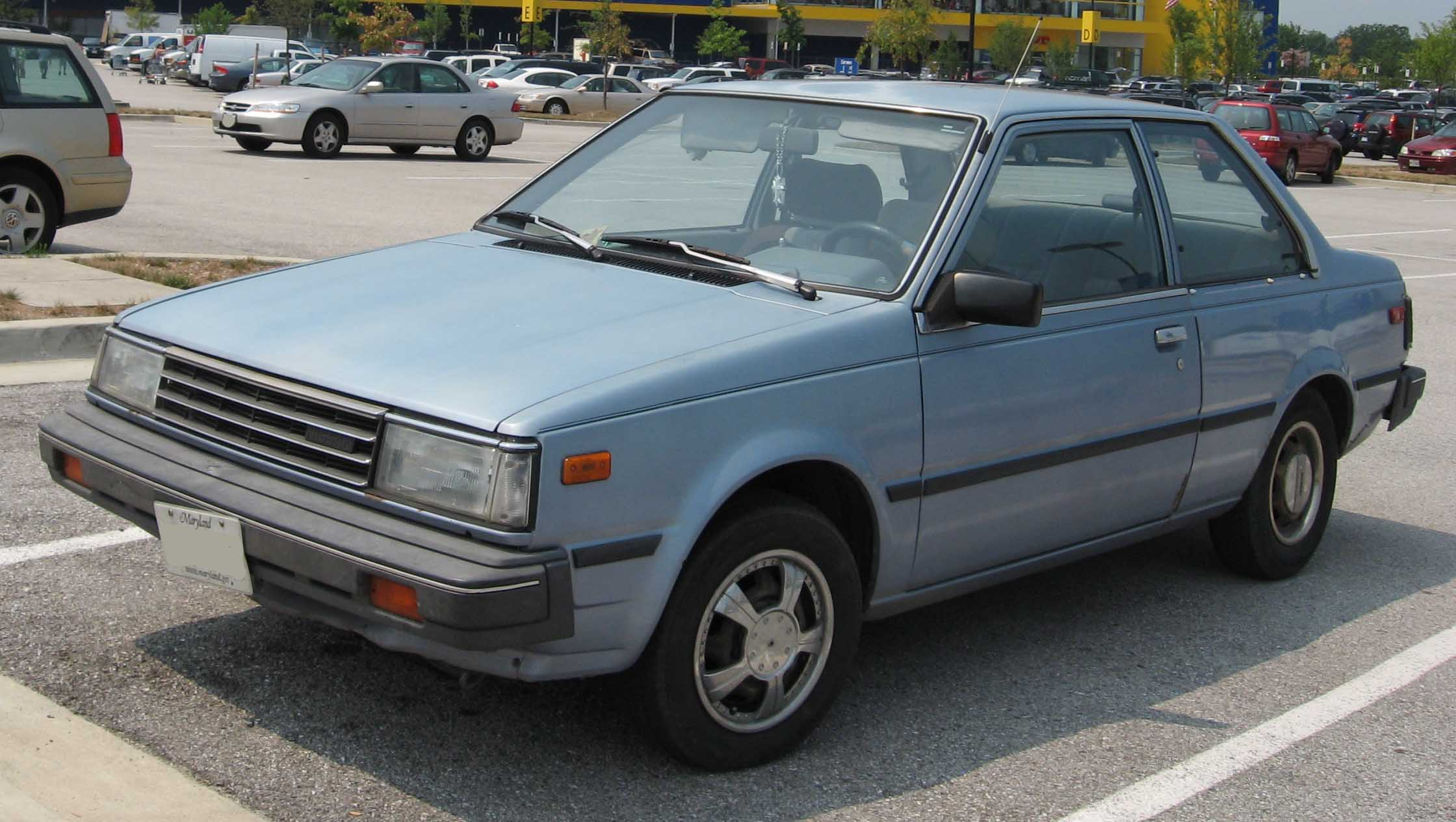
Nissan Sentra coupé

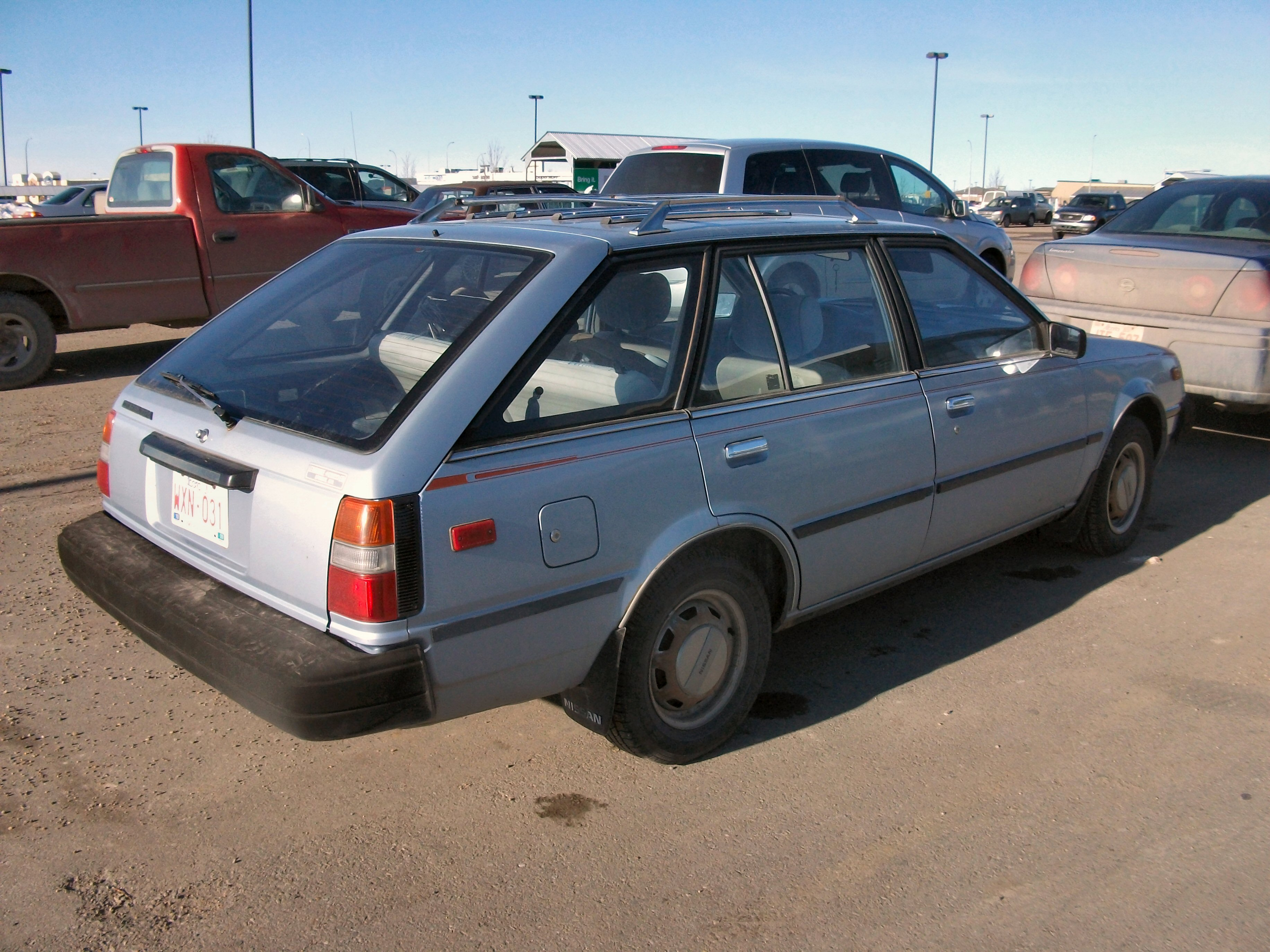
Nissan Sentra wagon

La prima generazione della Nissan Sentra (codice progettuale B11) è stata introdotta negli Stati Uniti nel maggio 1982 come erede della Datsun 210. Inizialmente il modello era importato dal Giappone dove veniva prodotto nello stabilimento di Zama. Era disponibile in quattro varianti di carrozzeria (berlina a due porte, berlina a quattro porte, station wagon a cinque porte e coupé tre porte) ed è stata la seconda vettura commercializzata negli Stati Uniti con il marchio Nissan in luogo del precedente Datsun.
La B11 è stata la prima vettura compatta di casa Nissan ad utilizzare un telaio con motore in posizione anteriore-trasversale e trazione anteriore, di conseguenza vennero montati i nuovi motori benzina SOHC a quattro cilindri da 1,5 litri eroganti 67 CV (50 kW) in sostituzione dei vecchi propulsori Nissan Serie A OHV. Il 1.5 era abbinato ad una trasmissione manuale a quattro rapporti, un manuale a cinque rapporti o ad o un automatico a tre rapporti con convertitore di coppia. Il coefficiente di resistenza era di 0,39 per la coupé e 0,40 per berline a due e quattro porte.
Al momento del debutto, l'Environmental Protection Agency (EPA) assegnò alla Sentra MPG il chilometraggio più alto tra le auto a benzina vendute in quel momento, 43 miglia al gallone in città e 58 miglia al gallone in autostrada, per una media totale di 48 miglia per gallone. Il peso in ordine di marcia di soli 852 kg aiutò a raggiungere quel risultato. La Sentra MPG era dotata di un catalizzatore a tre vie e un sensore del carburante controllato elettronicamente, per monitorare automaticamente la miscela aria-carburante e apportare modifiche per diminuire il consumo.
Le versioni disponibili erano standard, Deluxe e XE, mentre la gamma di prezzi partiva dai 4.949 $ per la versione base della berlina a due porte fino a 6.899 $ per la versione coupé XE. Le dotazioni di serie su tutti i modelli comprendevano sospensioni indipendenti a quattro ruote, freni a disco anteriori e tamburi posteriori, sterzo a pignone e cremagliera, batteria esente da manutenzione, posacenere posteriore e sedili avvolgenti. I modelli Deluxe avevano anche fari alogeni, sportello del serbatoio del carburante con chiusura, bagagliaio con moquette e tergicristallo posteriore. Le versioni Deluxe e XE offrivano il vetro colorato, il contachilometri parziale, specchietto interno, doppio specchietto retrovisore e i rivestimenti delle portiere. La XE offriva moquette, orologio al quarzo analogico, lunotto apribile, spia della riserva di carburante, radio stereo Clarion AM-FM, servosterzo, contagiri e pneumatici radiali Whitewall 155/13. Il tetto apribile era disponibile come optional.
La Sentra divenne rapidamente un successo, in parte grazie al basso consumo di carburante. Nel suo primo anno di vendite, era già l'auto importata più venduta negli Stati Uniti e la quarta automobile più venduta in assoluto (insieme alla precedente 210), con 191.312 unità vendute di entrambe le auto. La Sentra concluse l'anno 1983 come l'ottava automobile più venduta, con 209.889 unità.
Nel 1983 arfivoi un motore diesel CD17 da 1,7 litri, accoppiato con un cambio manuale a quattro velocità. Inoltre, la 1,5 litri è stata sostituita da una E16 1.6 litri da 69 CV (51 kW), disponibile con cambio manuale a cinque marce o automatico a tre marce. Successivamente la Sentra ricevette anche un carburatore a controllo elettronico.
Nel 1985, la Nissan iniziò la produzione della Sentra nello stabilimento di Smyrna nel Tennessee dopo un investimento di 85 milioni di dollari. L'auto ricevette lievi modifiche esterne: i fari ridisegnati, una nuova griglia e pneumatici Blackwall in sostituzione dei vecchi pneumatici Whitewall. Venne anche introdotta una versione sportiva SE. La SE era disponibile solo nel modello a due porte e comprendeva cerchi in lega e dettagli in nero come la griglia e le minigonne. Inoltre, la trasmissione automatica era opzionale su tutte le Sentra tranne che sulla versione base a due porte, la MPG Diesel e la coupé SE. I prezzi partivano da 5.499 $. Il motore diesel venne tolto dal mercato statunitense poco dopo. La rivista Consumer Reports classificò l'affidabilità della B11 come "migliore della media" nel 1985.
Per quanto riguarda la sicurezza del modello B11, venne classificata come la settima auto più sicura dal Center for Auto Safety nel 1983, che esaminò i test della National Highway Traffic Safety Administration (NHTSA), consistenti in incidenti frontali a 35 miglia all'ora.

## B12 (1985-1990)

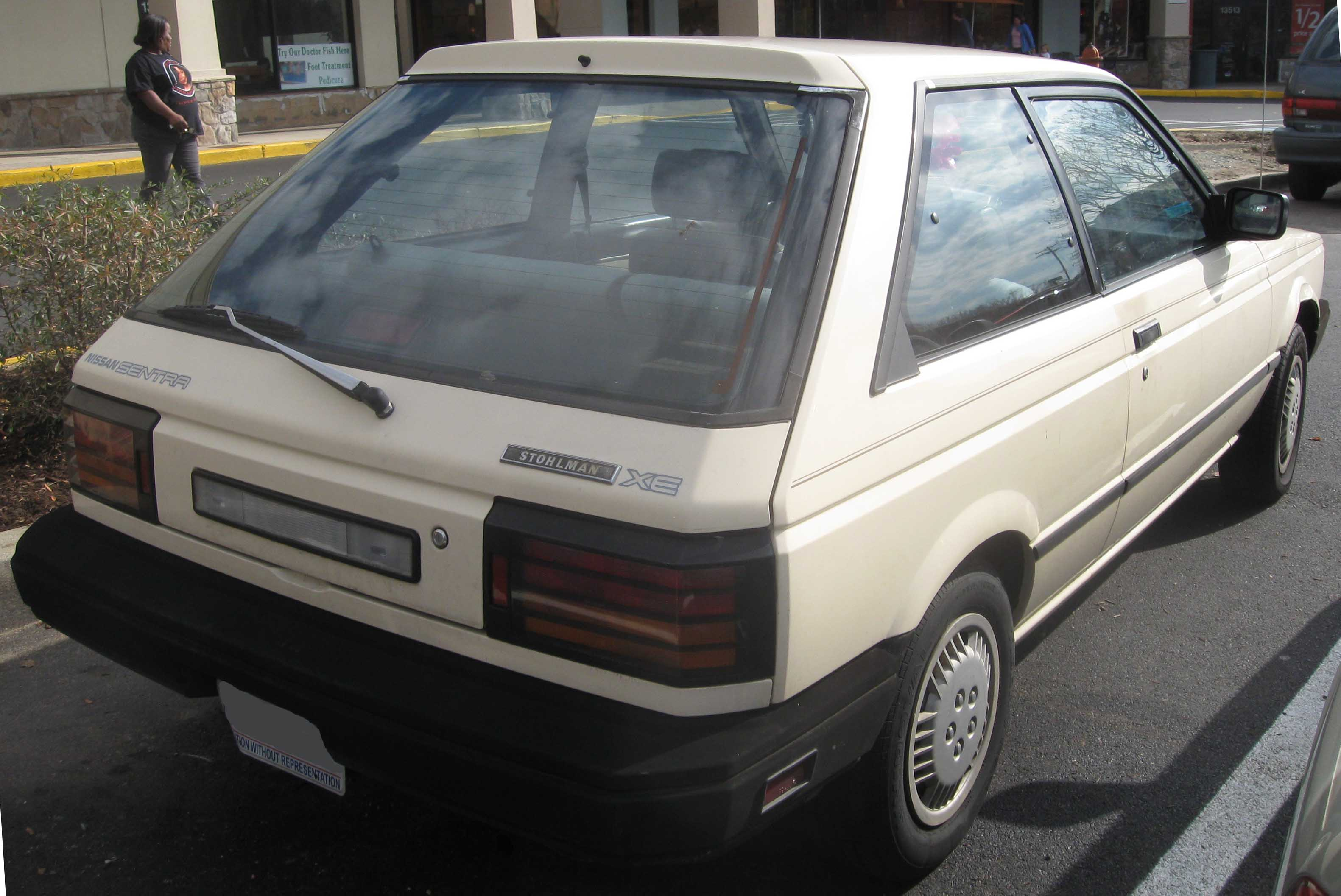
Nissan Sentra XE 3 porte

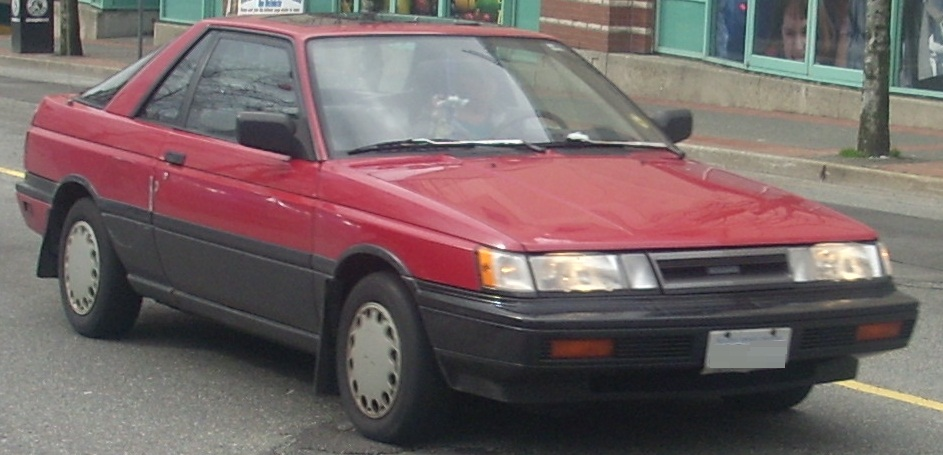
Nissan Sentra sport coupé

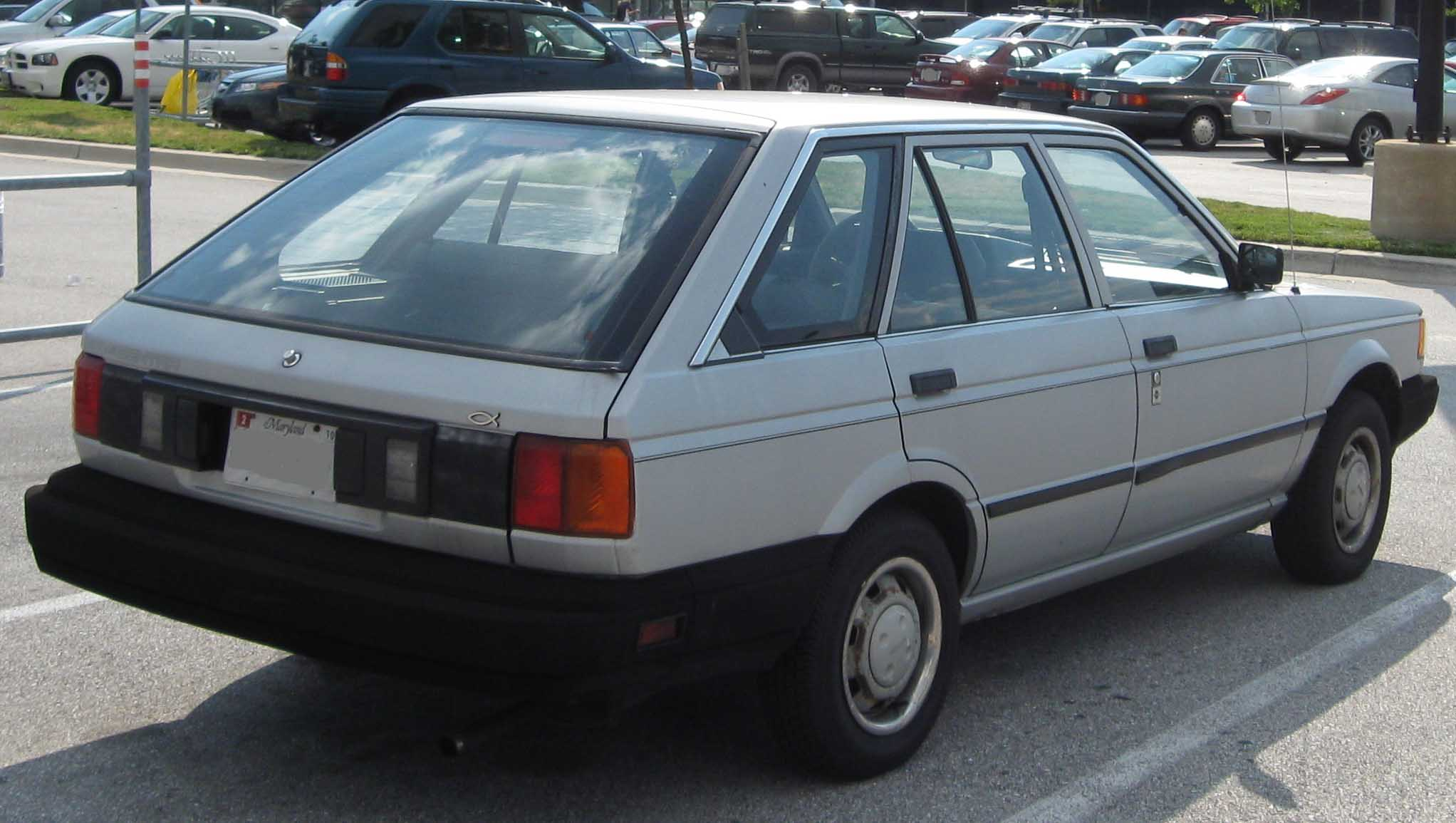
Nissan Sentra wagon

La Sentra B12 fu prodotto e commercializzato per la prima volta nel 1985 nella maggior parte del mondo, venendo in seguito offerto anche neglili Stati Uniti dal 1986.
La seconda generazione montava il motore E16 con 69 CV (51 kW) (eccetto la Sport Coupé e la wagon a quattro ruote motrici) e un cambio manuale a cinque marce. Nel 1988 arrivò l'E16i da 70 CV (52 kW) dotato dell'iniezione. I motori diesel erano disponibili solo per alcuni modelli e solo nel Nord America e in poche altre parti del mondo. Dal 1989 al 1990 l'unico motore disponibile era il GA16i da 90 CV (67 kW), un SOHC a 12 valvole che andava a soppiantare il GA16DE. I cambi offerti erano due manuali a 4 e 5 velocità (RN4F31A e RS5F31A rispettivamente) e un automatico a 3 velocità con convertitore di coppia (RL3F01A).
Con la B12 iniziò la suddivisione della gamma per versione che: la E come vettura economica di base, la XE come modello intermedio, la GXE come modello di punta per la berlina a 4 porte, la coupé sportiva SE e la SE-R (non disponibile nel mercato statunitense).
La B12 fu l'ultima generazione a offrire la carrozzeria station wagon, commercializzato come "California" in alcuni mercati asiatici. Era disponibile anche a quattro ruote motrici come optional dal 1987 al 1989.
La Sport Coupé era la versione sportiva della Sentra. Non condivideva nessuno dei componenti con il modello standard ed era disponibile solo con i motori E16i o GA16i.
In Canada la berlina a quattro porte venne introdotta nel 1993 ed era essenzialmente una Nissan Tsuru II costruita in Messico e si chiamava Sentra Classic per distinguerla dal modello B13 introdotto nel 1991 ed andò a sostituire la Nissan Micra a 3/5 porte come vettura di accesso alla gamma Nissan. Tutti i modelli "Classic" degli anni 1991-1993 montavano il motore E16i da 70 CV (52 kW) abbinabili a due trasmissioni, un manuale a 5 marce o un automatico a 3 marce.
In Messico la vettura era chiamata "Nissan Tsuru II" ed era disponibile in versione berlina 2/4 porte e wagon, mentre la Coupé venne chiamata "Nissan Hikari". Furono prodotte e commercializzate in Messico tra il 1988 e il 1991. Nel 1988 la Tsuru II a 4 porte e la Hikari venne introdotto il motore Turbo EGI con iniezione elettronica da 1,6 litri in una versione sportiva. Questa generazione è stata anche esportata in alcuni mercati del centro e sud America come Perù, Cile e Bolivia.
Nelle Filippine inizialmente fu offerta in tre versioni: la 1.7 DX (diesel), la 1.3 SLX e la 1.5 SGX, con la versione che fu chiamata "Nissan California". A metà del 1989, la gamma motori fu aggiornata e vennero montati un 1,4 (LX) e un 1,6 litri.

## B13 (1990-1994)

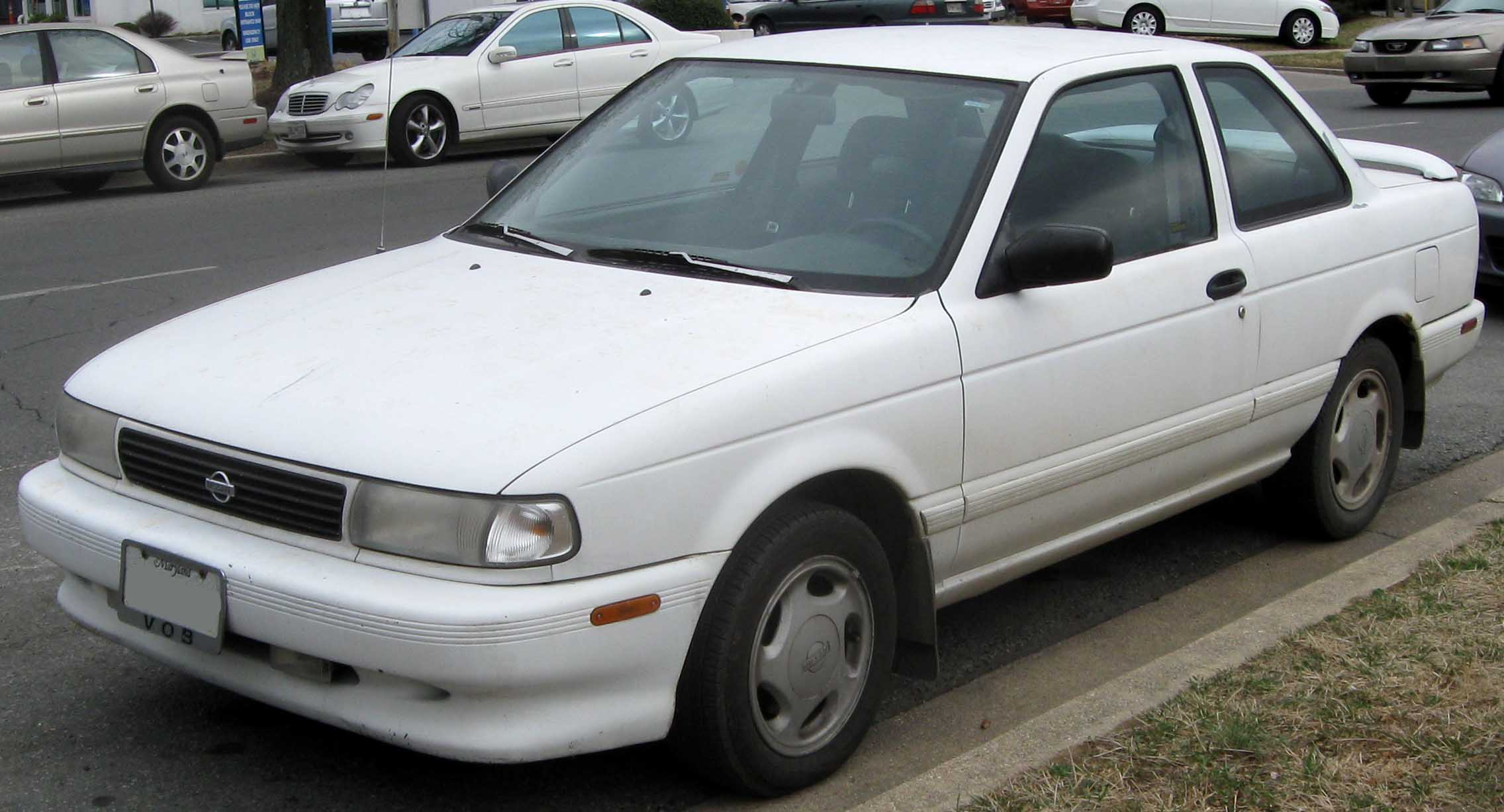
Nissan Sentra SE-R coupé

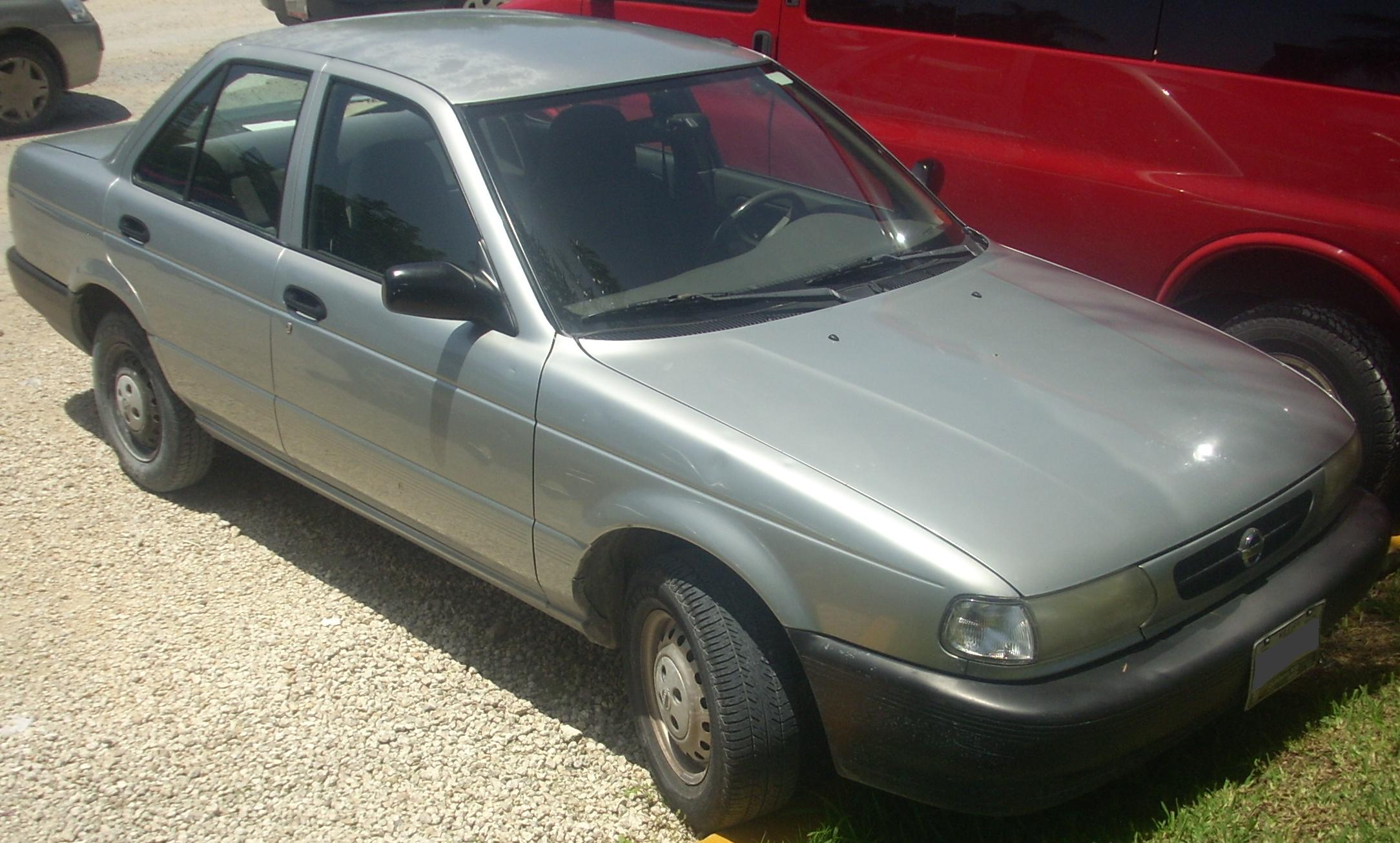
Nissan Tsuru

La berlina montava di serie il motore GA16DE a benzina a 4 valvole e 16 cilindri, da 1,6 litri, 110-126 CV (94 kW) e 108 libbre (146 N⋅m). Venne distribuita nei modelli E, XE, SE e GXE. I modelli a quattro porte erano dotati di cinture di sicurezza anteriori motorizzate. La versione a tre porte della B12 Sentra non fu sostituita in questa generazione, mentre la versione coupé sportiva fu sostituita dalla ovoidale Nissan NX.
La B13 fu la prima a offrire il famoso e allora nuovo motore SR20DE di Nissan nel modello sportivo SE-R a due porte. La Sentra SE-R era dotata di un motore con 140 CV (104,4 kW) a 6400 giri / min e una coppia di 132 libbre (179 N⋅m) a 4800 giri / min. Poteva raggiungere i 100 km/h in 7,6 secondi. Montava freni a disco a 4 ruote e una sospensione indipendente MacPherson. Un ulteriore miglioramento della maneggevolezza fu un differenziale viscoso a slittamento limitato, che era di serie sulla SE-R.
Nelle Filippine la B13 benne rilasciata nelle varianti JX, LEC, EX Saloon, Super Saloon e SE Saloon e venne venduta 1990 al 1999. La berlina SE venne distribuita con un'edizione limitata equipaggiata con freni a disco a quattro ruote e ABS. Sia la SE che la Super Saloon erano dotate di serie del motore GA16DE, a iniezione di carburante (motore top di gamma per il mercato filippino). Questi modelli non erano dotati di apparecchiature per le emissioni - convertitori, sensori catalitici e EGR.
La Sentra B13 di fabbricazione messicana fu venduta per 25 anni in Messico , nonché in alcune parti di Asia, Africa, Medio Oriente, America Centrale e Sud America. Era nota come Nissan Tsuru in Messico, Nissan V16 in Cile, Sentra B13 nei paesi dell'America centrale e Sentra Clásico in Perù e nella Repubblica Dominicana. I veicoli Tsuru destinati al mercato messicano erano modificati appositamente per il mercato messicano ed erano per la maggior parte identici al modello del 1991, ad eccezione di una nuova frizione / trasmissione Renault, sistemi elettronici messicani aggiornati e piccoli aggiornamenti estetici ed ergonomici.
La Tsuru è stata l'auto più popolare in Messico dal 1997 al 2011, quando è stata superata dalla Volkswagen Jetta di fabbricazione messicana. La versione da esportazione per i mercati di Medio Oriente ed Africa era la stessa vettura di base, con solo lievi modifiche estetiche e downgrade meccanici per renderla più economica, come il servosterzo, il rivestimento interno declassato, un sistema di frenata declassato e una frizione meccanica anziché una idraulica.
I veicoli venduti nella regione del Medio Oriente non erano dotati di convertitori catalitici per rendere il processo di fabbricazione più economico. A causa della mancanza del catalizzatore, tali veicoli erano illegali in Messico e in Sud America. I modelli più recenti avevano ricevuto una frizione idraulica costruita dalla Renault e un catalizzatore opzionale. Il suo prezzo accessibile, i bassi consumi di carburante, la facilità di riparazione e di trovare pezzi di ricambio, la resero popolare tra i tassisti locali e le famiglie a basso reddito in Messico, Sud America, America Centrale e Caraibi. A causa dell'approvazione di norme di sicurezza automobilistica più severe in Messico, la produzione della Tsuru è stata interrotta a maggio 2017, poiché le mancavano sia i freni antibloccaggio che gli airbag. Una speciale edizione commemorativa limitata a 1.000 auto è stata messa in vendita a marzo 2017.

## B14 (1995-2002)

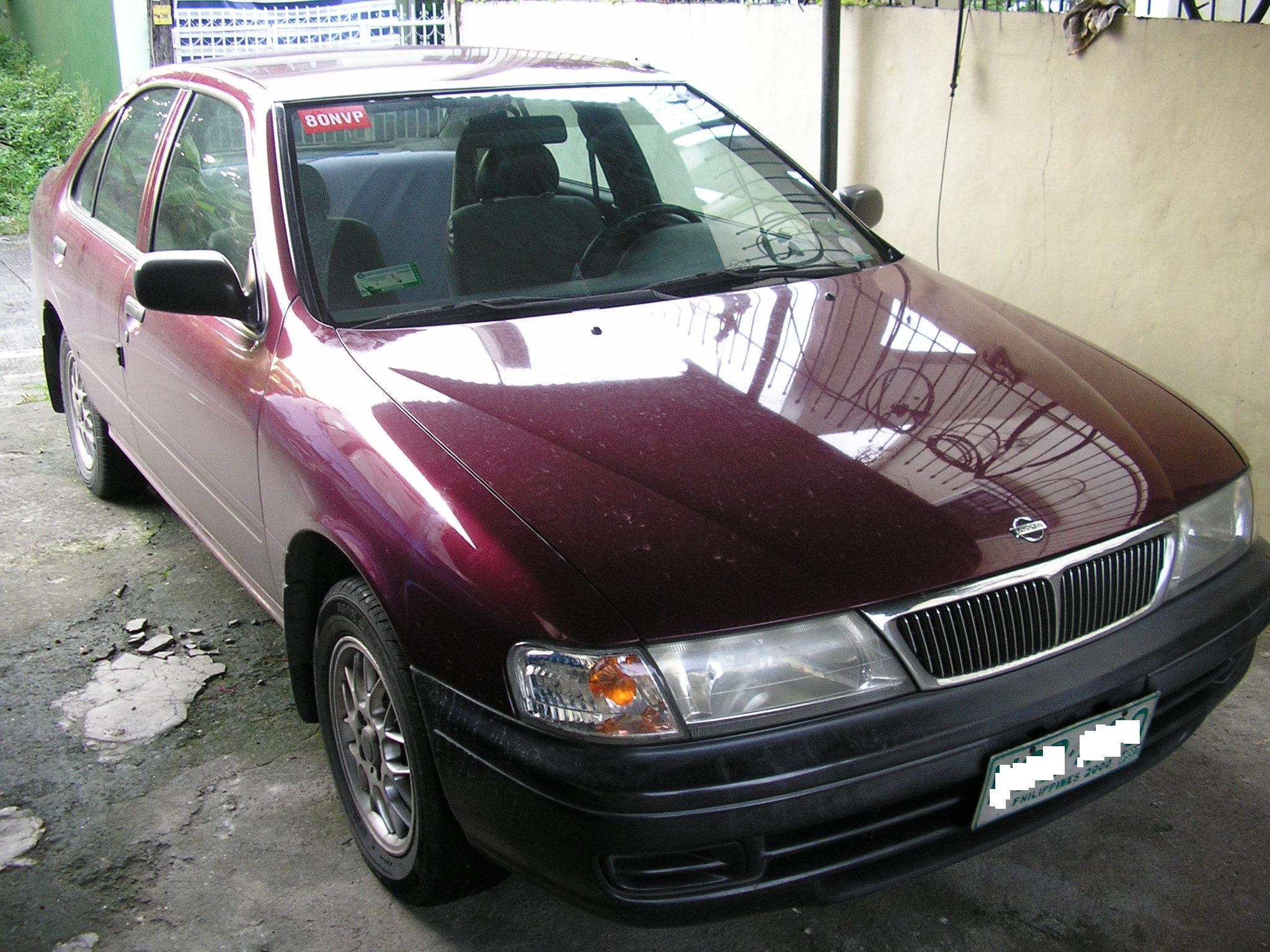
Nissan Sentra FE (Filippine)

Presentata il 5 gennaio 1995 al Salone dell'automobile di Los Angeles, la Sentra passò da una sospensione posteriore indipendente a una configurazione ad assale rigido. Le versioni meno potenti e meno accessoriate non erano dotate ne di barra antirollio posteriore ne di freni a disco posteriori. La vettura era equipaggiata con il motore DOHC da 1,6 litri con sistema di controllo della valvola di aspirazione (NVTCS) e cambio manuale a 5 velocità e potevano raggiungere i 30-40 MPG a seconda delle condizioni di guida. Questa generazione fu anche la prima in Messico ad adottare il nome "Sentra". Fu anche la prima generazione di venduta esclusivamente con carrozzeria berlina, poiché la versione coupé fu abbandonata in favore della Nissan 200SX. La rinnovata 200SX sostituì anche la Nissan NX.
Tutti i motori della gamma B14 erano dotati di catene di distribuzione.
La Nissan Sentra B14 era offerta nelle versioni, Base, XE, GXE, GLE, SE e SE Limited. Base e XE erano dotati di ruote in acciaio da 13 pollici con coprimozzi. Tutte le versioni, tranne SE e SE-R, montavano il motore GA16DE 1.6 litri da 115 CV (86 kW) e 146 N⋅m. La SE e la SE-R montavano invece il motore SR20DE 2.0 litri con 140 CV (104 kW). La 200SX SE-R era dotata di volante e pomello del cambio in pelle e del differenziale a slittamento limitato.
I motori montati dalla Nissan Sentra B14 erano i seguenti:
- GA16DE: 1.6 (1597 cn³) DOHC con limitatore a 6900 giri/min da 115 CV (86 kW) a 6000 giri/min, 110 lb ft a 4.000 giri/min, disponibile con cambio manuale a 5 velocità o automatico a 4 velocità; Accelerazione 0–60 mph in 8,5 secondi
- SR20DE: 2.0 (1998 cm³) DOHC con una limitatore a 7300 giri/min e 140 CV (100 kW) a 6400 giri/min, 132 lb.ft a 4800 giri/min; 0–60 mph in 8,1 secondi.

## B15 (2000-2006)

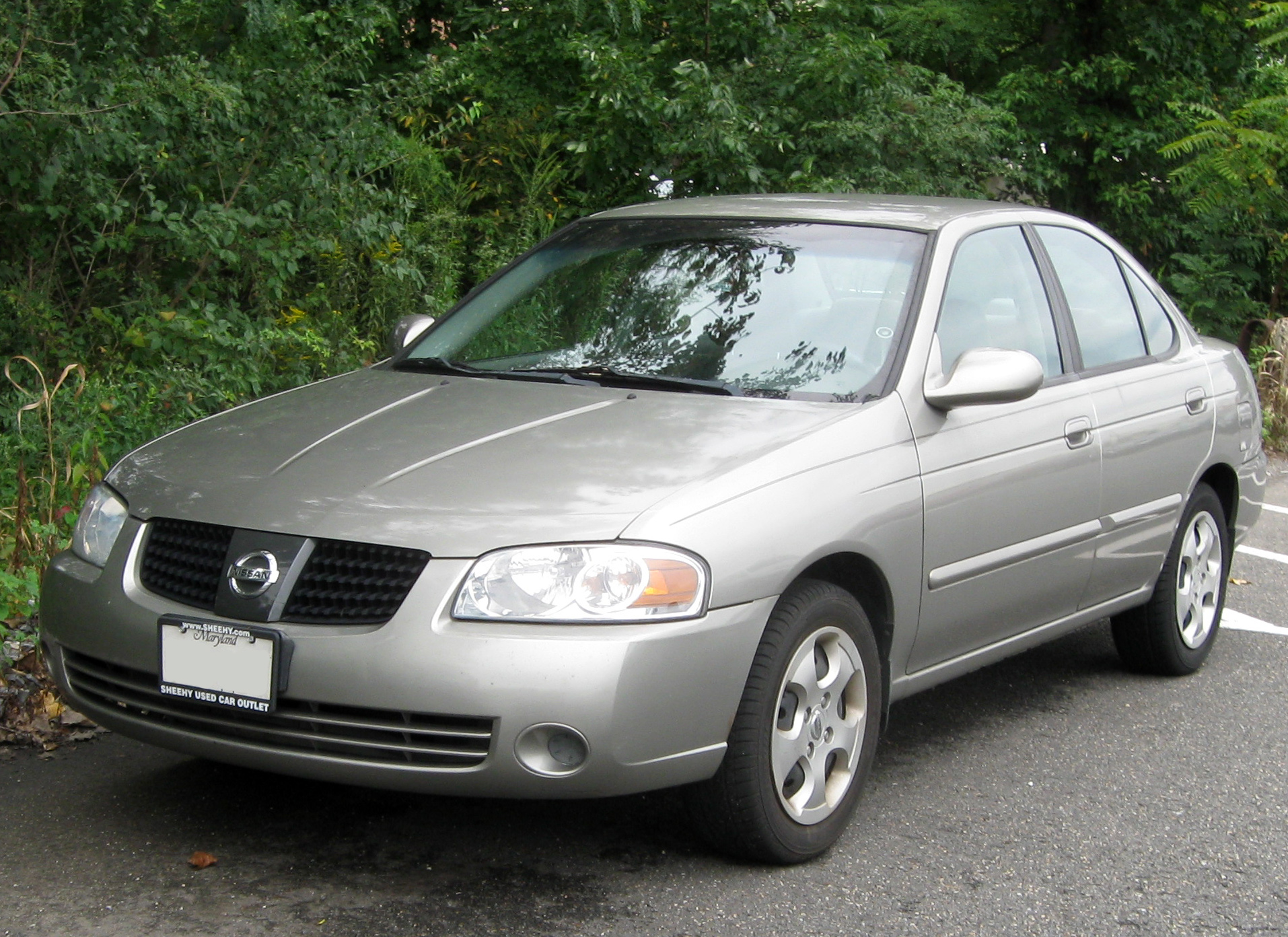
Sentra restyling del 2004

La Sentra diventò una berlina "compatta" quando il nuovo modello fu lanciato nel febbraio 2000. Questa riprogettazione è stata considerata un sostanziale aggiornamento, rispetto alla macchina "economica" che sostituiva. In precedenza, la classe compatta era rappresentata dall'Altima, e il suo interasse era rimasto invariato rispetto alla generazione precedente. Mentre le precedenti Sentra erano molto simili alla Nissan Sunny del segmento B sul mercato giapponese, la Sentra B15 si discostò notevolmente dalla B15 Sunny (Nissan Super Sunny). La produzione si spostò da Smyrna (Tennessee) ad Aguascalientes, in Messico, e la linea di produzione di Smyrna fu destinata alla fabbricazione della Nissan Xterra. La Sentra SE 2000-2001 con il motore a bilanciere a rulli SR20DE, con 145 CV (108 kW) e 136 nb (184 N⋅m) di coppia, occupò la parte superiore della linea Sentra, fino a quando la SE-R non venne reintrodotta nel 2002. Il motore GA16DE da 1,6 L fu abbandonato a favore del 1,8 litri QG18DE (1809 o 1769cc), con 126 CV (94 kW) e 129 libbre (175 N⋅m). In Brasile, questo motore era caratterizzato da 113 CV (84 kW) a 5.600 giri / min e 114 libbre (155 N⋅m) a 4400 giri/min. Numerosi aggiornamenti furono apportati rispetto alla generazione precedente. Il nuovo modello presentava un interno con materiali plastici di qualità superiore e sedili più comodi. Anche l'esterno venne sostanzialmente aggiornato e ora presentava modanature laterali e fari trasparenti. Il peso a vuoto della Sentra con motore QG18DE è di 1.140 kg. Con l'introduzione della B15 nel 2000, Nissan introdusse anche un rivestimento CA "Clean Air" disponibile solo in California. Il rivestimento CA vanta uno scarico a doppia parete, 3 convertitori catalitici, riscaldamento rapido del catalizzatore e un radiatore con rivestimento speciale che trasforma effettivamente l'ozono a livello del suolo (smog) in ossigeno. Il modello Sentra CA è l'unico veicolo a benzina al mondo a ricevere la certificazione SULEV (California Air Resources Board) dei veicoli a emissioni ultrabasse (SULEV) e ottenere crediti a emissioni zero.
Nei mercati in cui la B15 Sentra o Sunny non veniva venduta, Nissan vendeva un'auto simile chiamata "Nissan Bluebird Sylphy" (G10 / N16) in Giappone e con altri nomi altrove. In Europa, la Bluebird Sylphy era noto come Nissan Almera (N16) e in Australia e Nuova Zelanda come Nissan Pulsar (N16). Il G10 / N16 era costruito sulla stessa piattaforma del B15 e presentava gli stessi interni e motori.
Nel 2002 fu introdotta una nuova SE-R equipaggiata con il motore QR25DE da 2,5 L, 165 CV (123 kW) e 175 libbre (237 N⋅m) a 4 cilindri. La SE-R venne distribuita con un cambio manuale a 5 marce o automatico a 4 marce opzionale. Il cambio manuale a 5 velocità è stato abbandonato nei modelli del 2003, che di conseguenza hanno reso l'unica trasmissione disponibile quella automatica a 4 velocità.
La "Nissan Sentra SE-R Spec V" era la versione sportiva più orientata alle prestazioni della Nissan Sentra. Il suo motore (condiviso anche con la SE-R) era lo stesso QR25DE da 2,5 litri originariamente creato per i pickup Nissan Altima e Frontier. Questo motore era caratterizzato da 175 CV (130 kW) a 6000 giri / min e 180 lb⋅ft (244 N⋅m) di coppia a 4000 giri / min. Era dotata di cambio manuale RS6F51H a sei velocità e un differenziale a slittamento limitato elicoidale.
Questo modello era caratterizzato da una messa a punto più aggressiva delle sospensioni dell'auto (rispetto ai modelli di rivestimento più bassi) e dall'aggiunta di ruote a basso profilo da 17 pollici. La staffa della torre del puntone anteriore, molle più solide, ammortizzatori rivisti, boccole in poliuretano anteriori più solide, silenziatore a doppia punta e barre stabilizzatrici anteriori erano tutti standard. Un sistema di frenatura antibloccaggio a quattro ruote venne aggiunto come optional su tutti i modelli 2002-2006. Questo modello era dotato di interni sportivi, come sedili ispirati alla Nissan Skyline e uno spesso volante rivestito in pelle. Altri optional disponibili erano un sistema audio Rockford Fosgate da 300 watt a nove altoparlanti (con un subwoofer da 8 pollici (200 mm) nel bagagliaio), un cambio automatico a sei dischi e tettino apribile elettrico. 
Inizialmente, per il 2002 e il 2003, la SE-R Spec V (insieme alla SE-R) era dotata di un frontale aggressivo (progettato secondo lo Skyline GT-R) con prolunghe laterali fisse e spoiler posteriore montato sul bagagliaio.

## B16 (2007-2012)

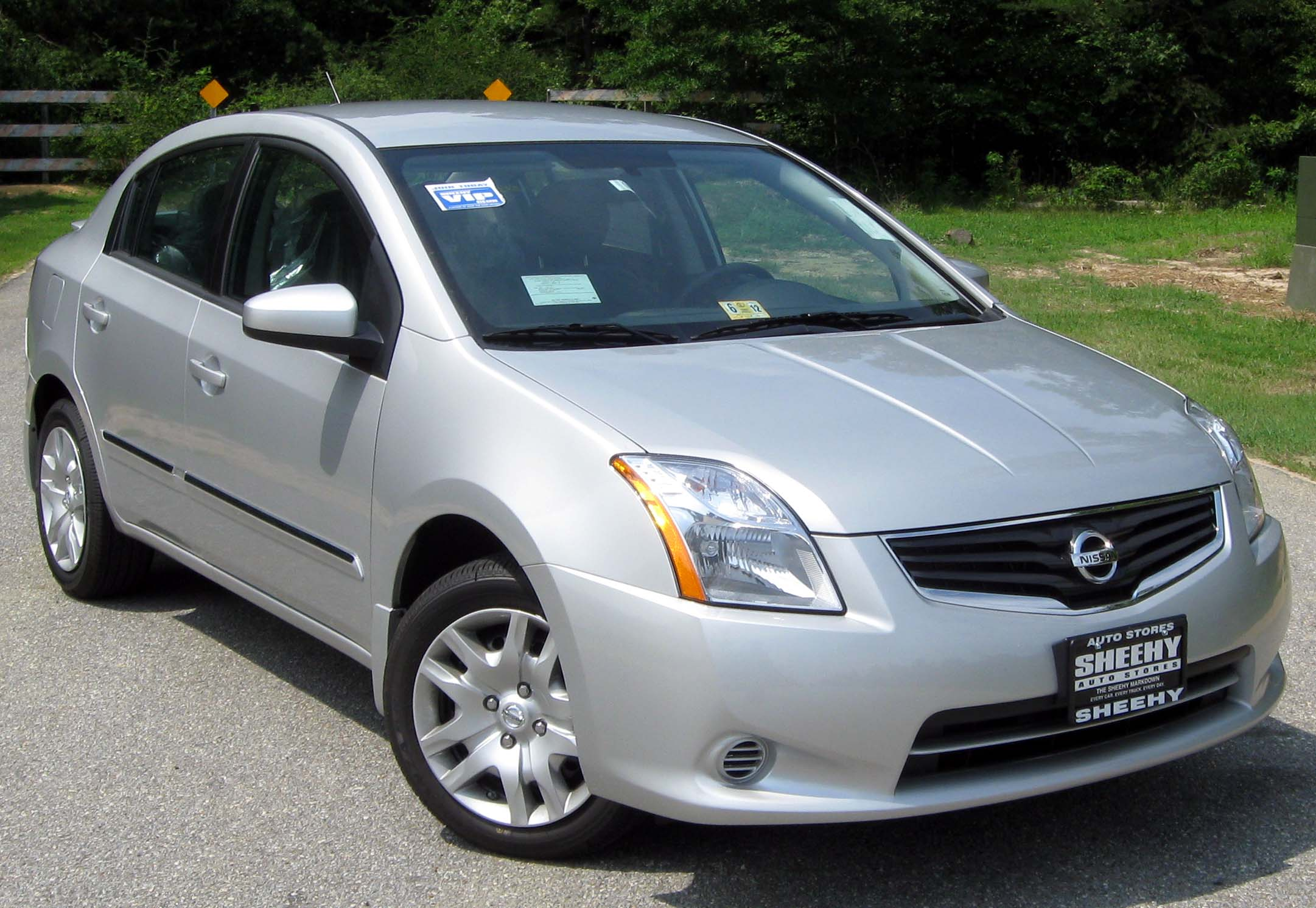
Nissan Sentra restyling 2010

La sesta generazione della Sentra è stata presentata al Salone dell'automobile di Detroit l'8 gennaio del 2006. Classificata come berlina di medie dimensioni dall'EPA grazie al suo volume interno e di carico di 110 piedi cubi (poiché l'EPA considera le dimensioni "medie" o "intermedie" di un'auto con un volume interno e di carico compreso tra 110 e 119 piedi cubi), la Sentra B16 risulta più grande del precedente modello B15. La sesta generazione segnò anche un cambiamento nella gamma nordamericana di Nissan, con la Nissan Versa che divenne il modello entry-level del marchio. Questa generazione si basa sulla piattaforma C che è alla base anche della Nissan Rogue di prima generazione, Nissan Qashqai e della Nissan X-Trail, nonché di altri modelli Renault. Il motore base della Sentra era un 4 cilindri da 2,0 litri a 16 valvole, con una potenza di 140 CV (104 kW) e 199 Nm di coppia.
La generazione B16 venne venduta anche nelle Filippine (dove venne venduta come Sentra 200 e sostituì il modello N16 basato sulla Nissan Pulsar) e in Argentina a partire dal 2010.
Nel 2007 Nissan introdusse due versioni: la SE-R e SE-R Spec V. Entrambe avevano i freni a disco sulle quattro ruote al posto della configurazione disco/tamburo delle altre Sentra, rivestimenti esclusivi interni ed esterni e cerchi in lega da 17 pollici. Entrambe erano alimentate da un motore QR25DE da 2,5 litri riprogettato. Per ogni modello venne inoltre fornito di serie la griglia sportiva, spoiler posteriore, fari antinebbia, scarico cromato. Le caratteristiche degli interni comprendono un sedili sportivi con cuciture rosse e loghi ricamati SE-R, dettagli sportivi in tonalità metallica, pedaliera in alluminio e strumentazione aggiuntiva con display della pressione dell'olio e della forza G. Inoltre, la Sentra SER 2007-2012 è stata l'unica Sentra della gamma a non cambiare il suo design del paraurti anteriore nel 2010. Erano disponibili come optional il tetto apribile elettrico in vetro ed un pacchetto audio, con un sistema Rockford Fosgate a 6 CD da 340 watt, con otto altoparlanti (due subwoofer, quattro woofer e due tweeter).
Il versione base SE-R ha una potenza di 177 CV (132 kW) a 6000 giri/min e 233 N⋅m a 2800 giri/min. Veniva fornita esclusivamente con la trasmissione a variazione continua Xtronic CVT con comandi al volange. Gli aggiornamenti delle sospensioni includevano una barra stabilizzatrice anteriore (23,0 mm) e molle sportive. Montava dischi anteriori ventilati da 11,7" e posteriori da 11,5".
La SE-R Spec V invece aveva una potenza di 200 CV (149 kW) a 6600 giri/min e 244 N⋅m a 5200 giri/min. Veniva fornita con un cambio manuale a 6 velocità e in opzione di un differenziale a slittamento limitato. I freni a disco anteriori erano da 12,6". Gli aggiornamenti esclusivi delle sospensioni includevano una sospensioni sportive ribassate con ammortizzatori e montanti irrigiditi, rinforzi vari al telaio e ai supporti motore a V e una barra stabilizzatrice anteriore più grande da 25 mm. Le caratteristiche interne invece includevano le cinture di sicurezza anteriori rosse, il volante in pelle con cuciture rosse e un pomello del cambio in pelle.

## B17 (2013-2019)

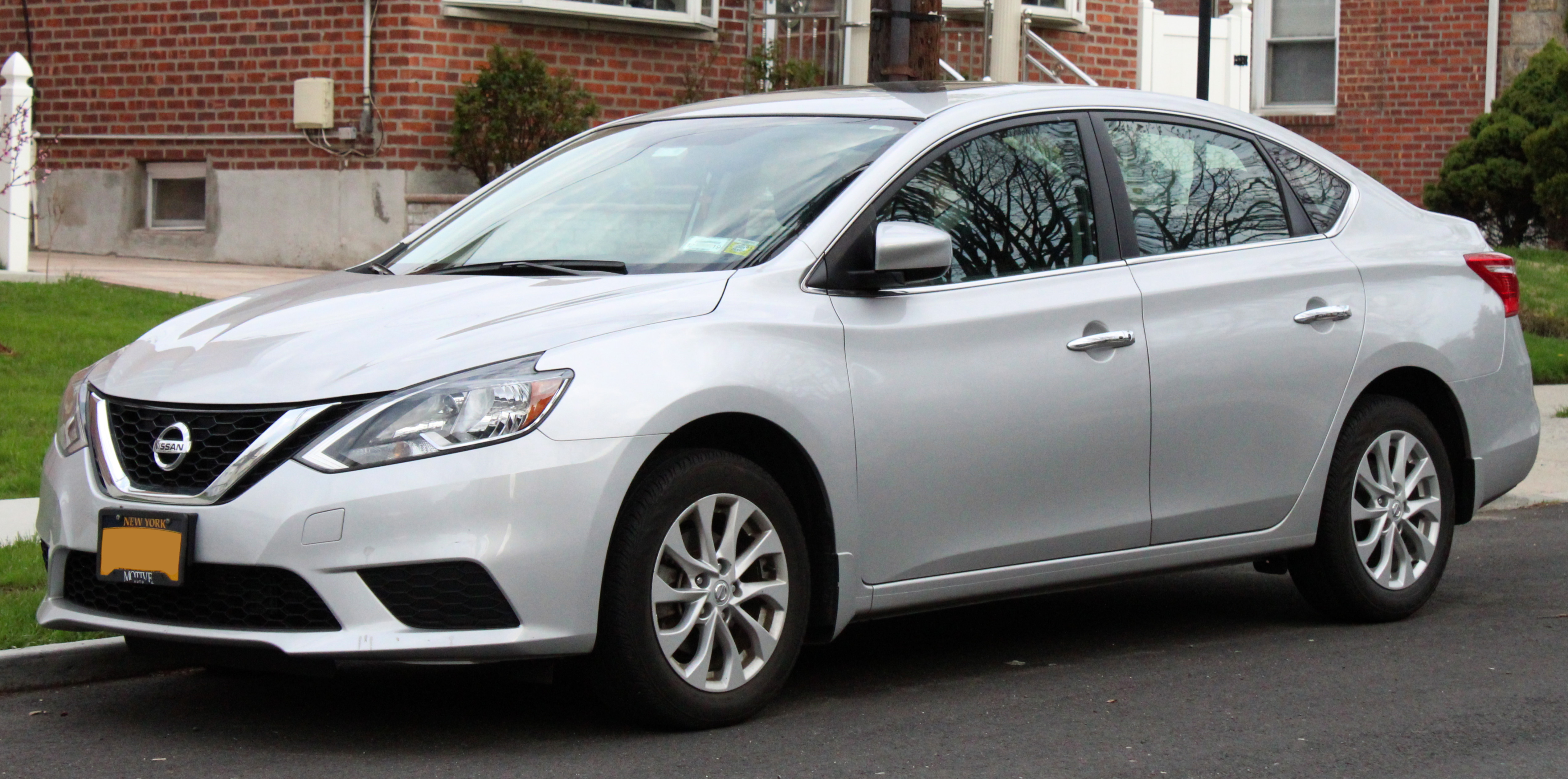
Nissan Sentra SR del 2016 (fronte)

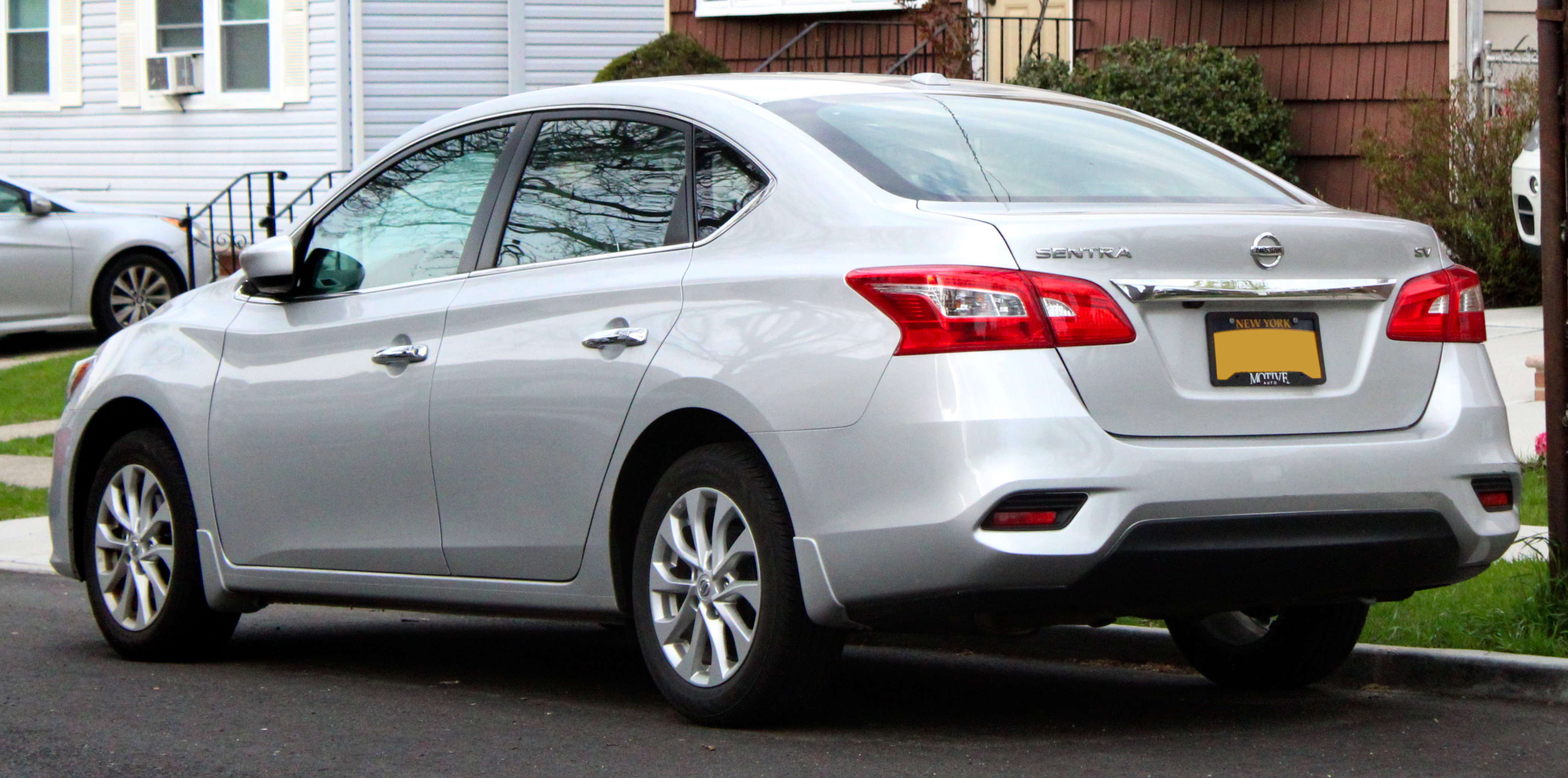
Nissan Sentra SR del 2016 (retro)

La settima generazione della Nissan Sentra è stata presentata al Beijing Auto Show del 2012.
Rispetto alla B16 è stata completamente ridisegnata, con uno stile migliorato per sembrare più simile alle altre berline Nissan, come le Altima e Maxima.
Il nuovo motore a quattro cilindri in linea MRA8DE da 1,8 litri e 16 valvole garantisce un maggiore risparmio di carburante rispetto al modello precedente. Tale motore eroga una potenza di 130 CV (97 kW) e 174 Nm di coppia.
In Brasile, la B17 Sentra è offerta con il motore Nissan 2.0 MR20DE, lo stesso usato nel precedente modello. Il modello esportato e venduto in Brasile è costruito ad Aguascalientes in Messico.
Come per il modello uscente, la nuova Sentra è disponibile negli allestimenti S, FE + S, SV, FE + SV, SR e SL; non sono più dit invece le versioni V SE-R o SE-R.
In Australia la Sentra B17 è stata messa in vendita all'inizio del 2013 come Nissan Pulsar.
La Sentra ha debuttato invece nel mercato russo nel 2014, dove è equipaggiata con motore 1.6 (117 CV) dotato di cambio manuale a 5 marce o CVT. La Sentra per il mercato russo è prodotta a Iževsk.
Nel 2016 ha subìto un restyling che hanno interessato paraurti anteriori e posteriori, luci, cofano, baule e ruote per assomigliare di più alle Nissan Maxima e Altima. La versione del 2016 è disponibile in cinque modelli: S, FE + S, SV, SR e SL, con solo la S disponibile con cambio manuale (con il CVT optional). Le novità principali includono una nuova fascia anteriore, griglia, parafanghi, cofano e fari a forma di boomerang. Sulle versioni SR e SL vengono offerti nuovi fari anabbaglianti a LED. Ci sono anche due nuovi design delle ruote da 17 pollici per le versioni SR e SL, nonché un nuovo design delle ruote in lega da 16 pollici per la versione SV.
Tra le novità all'interno c'è un nuovo volante, il sedile del conducente con regolazione a sei vie con supporto lombare (di serie su Sentra SL e opzionale su Sentra SR), una nuova console centrale, pomello del cambio e tessuti del sedile migliorati.
Nel 2017 si aggiungono 2 nuove versioni chiamate SR Turbo e NISMO. Entrambe montano un motore MR16DDT da 188 CV (140 kW). Il modello NISMO è caratterizzato da una sospensioni ribassate, sedili da corsa, fanali posteriori a LED, finiture interne rosse e un body kit carrozzeria specifico.

## B18 (dal 2019)
L’ottava generazione della Nissan Sentra è stata presentata al Los Angeles Auto Show 2019, sei mesi dopo essere stata svelata in anteprima ribattezzata Nissan Sylphy in Cina.
L'ottava serie si basa sul telaio CMF-C/D, piattaforma condivisa con Nissan Qashqai, X-Trail e le Renault Mégane e la Scénic.
Viene proposta in Nord America con un unico propulsore a quattro cilindri da 2,0 litri da 149 CV e una coppia massima di 197 Nm offrendo il 20% in più di potenza e il 16% in più di coppia rispetto al precedente motore da 1,8 litri della vecchia generazione. Il cambio è un automatico X-Tronic CVT a sei rapporti. In Asia è proposta anche con i motori 1.6 quattro cilindri aspirato da 116 cavalli o turbo a iniezione diretta erogante 180 cavalli.
Esteticamente la vettura si uniforma al nuovo linguaggio stilistico Nissan riprendendo numerosi tratti da altri modelli come la Altima. Il design è opera di Shinichiro Irie e introduce  la calandra V-Motion e il muso con fanali sottili e il montante posteriore ad effetto “sospeso” come sulla Maxima. Il coefficiente di resistenza aerodinamica è pari a 0,26.
Tra i dispositivi si sicurezza debutta il pacchetto d ADAS Nissan Safety Shield 360 con radar per frenata d’emergenza e riconoscimento pedoni e ciclisti, mantenimento corsia, sensore che avvisa in caso di veicoli in fase di sorpasso, sensore angolo cieco, avviso stanchezza guidatore e 10 airbag. L’interno porta al debutto il nuovo impianto multimediale al centro della plancia da 8 pollici con display touch screen dotato di Apple CarPlay o Android Auto, mentre la strumentazione invece è composta da uno schermo TFT da 7 pollici.